# Dingcun (fornlämning)
Dingcun är en fornlämning i Kina. Den ligger i provinsen Shanxi, i den norra delen av landet, omkring 250 kilometer sydväst om provinshuvudstaden Taiyuan. Dingcun ligger 432 meter över havet.
Runt Dingcun är det tätbefolkat, med 530 invånare per kvadratkilometer. Närmaste större samhälle är Nanjia, 5,4 km sydväst om Dingcun. Trakten runt Dingcun består till största delen av jordbruksmark.
Genomsnittlig årsnederbörd är 635 millimeter. Den regnigaste månaden är juli, med i genomsnitt 164 mm nederbörd, och den torraste är december, med 3 mm nederbörd.